# Tsutomu Shimomura
Tsutomu Shimomura (giapponese: 下村 努; Nagoya, 23 ottobre 1964) è un informatico statunitense.

## Biografia
Divenne famoso quando, con il  giornalista specializzato in informatica John Markoff, aiutò l'FBI ad arrestare il famoso hacker Kevin Mitnick. Il suo libro Takedown (del 1996) fu adattato per il cinema nel film omonimo Takedown nel 2000.
Nato in Giappone, Shimomura è il figlio di Osamu Shimomura, vincitore del premio Nobel per la chimica nel 2008.